# Сінгапур на літніх Олімпійських іграх 2012
Сінгапур на літніх Олімпійських іграх  2012 був представлений 29 спортсменами у 9 видах спорту.

## Медалісти

### Бронза
| Бронза |                                   |                                           |
| №      | Спортсмени                        | Вид спорту (дисципліна)                   |
| 1      | Фен Тянь Вей                      | Настільний теніс одиночний розряд (жінки) |
| 1      | Лі Цзя Вей Фен Тянь Вей Ван Юе Гу | Настільний теніс командний розряд (жінки) |